# Saint-Cyr-sur-Loire
Saint-Cyr-sur-Loire is een gemeente in het Franse departement Indre-et-Loire (regio Centre-Val de Loire). De gemeente telde 16.766 inwoners op 1 januari 2022. De plaats maakt deel uit van het arrondissement Tours. Het is een voorstad van Tours en de op twee na grootste gemeente van het departement qua inwoneraantal.
Tot halfweg de 20e eeuw was Saint-Cyr-sur-Loire grotendeels nog een landelijke gemeente en in de 19e en het begin van de 20e eeuw vestigden rijke burgers zich in de gemeente. Bekende inwoners waren arts Louis Tonnellé (1803-1860), schrijver Anatole France (1844-1924) en filosoof Henri Bergson (1859-1941).

## Geografie
De oppervlakte van Saint-Cyr-sur-Loire bedroeg op 1 januari 2022 13,5 vierkante kilometer; de bevolkingsdichtheid was toen 1.241,9 inwoners per km².
De gemeente ligt op de rechteroever van de Loire ten westen van Tours. In het noorden van de gemeente ligt het bosgebied Bois de la Rablais.
De onderstaande kaart toont de ligging van Saint-Cyr-sur-Loire met de belangrijkste infrastructuur en aangrenzende gemeenten.

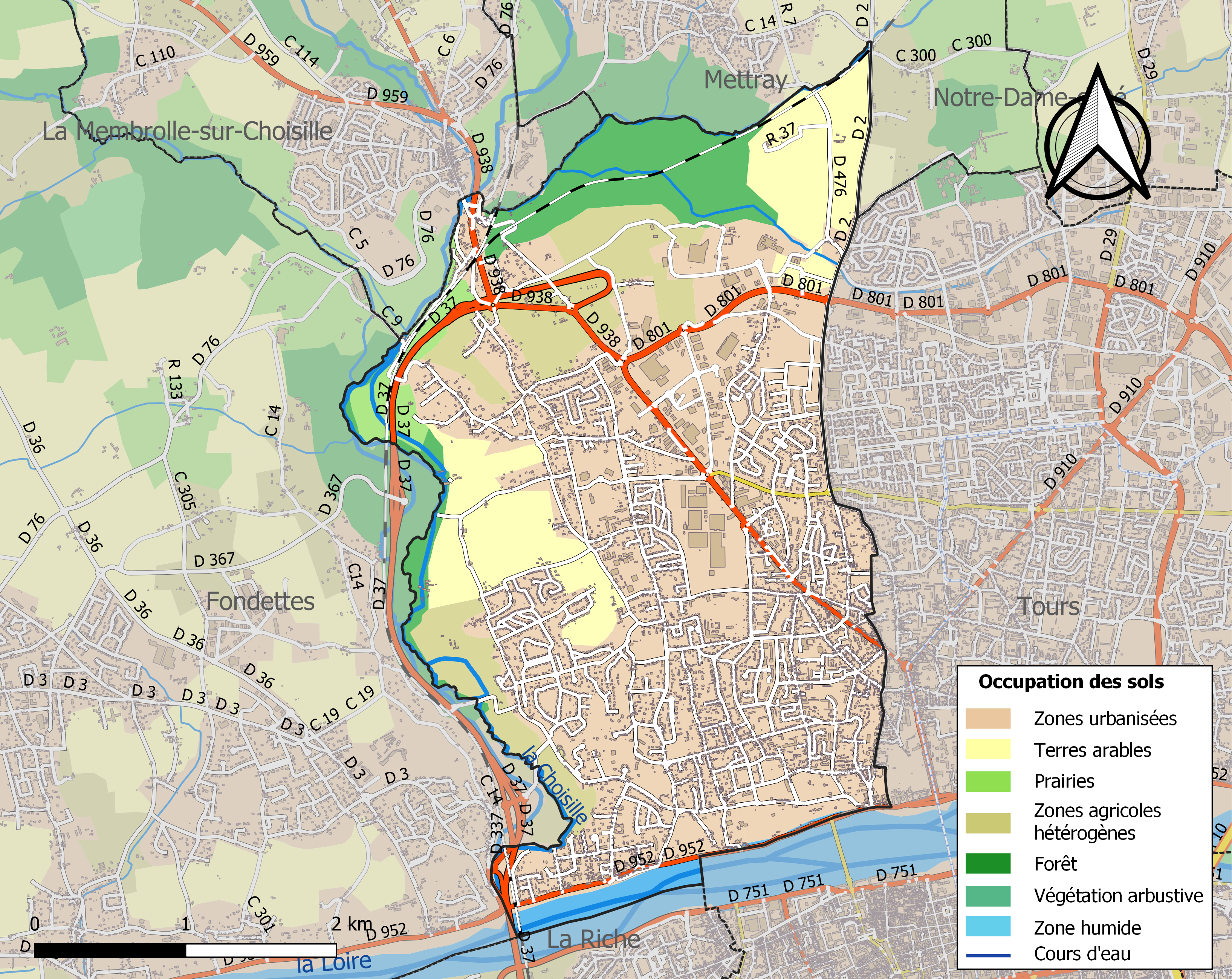

## Demografie
Onderstaande figuur toont het verloop van het inwonertal (bron: INSEE-tellingen).

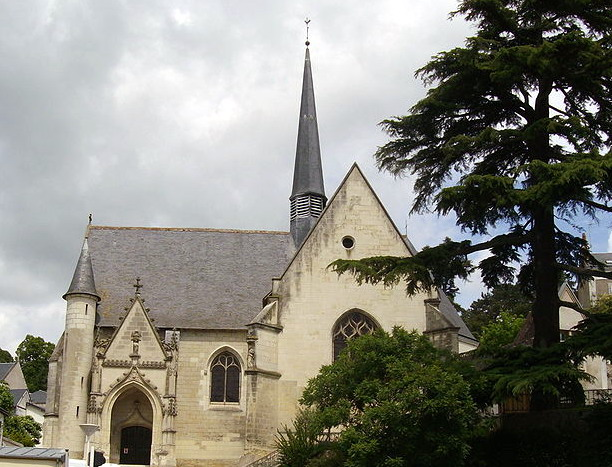
Église Saint-Cyr et Sainte-Julitte